# Wiener Kammerspiele

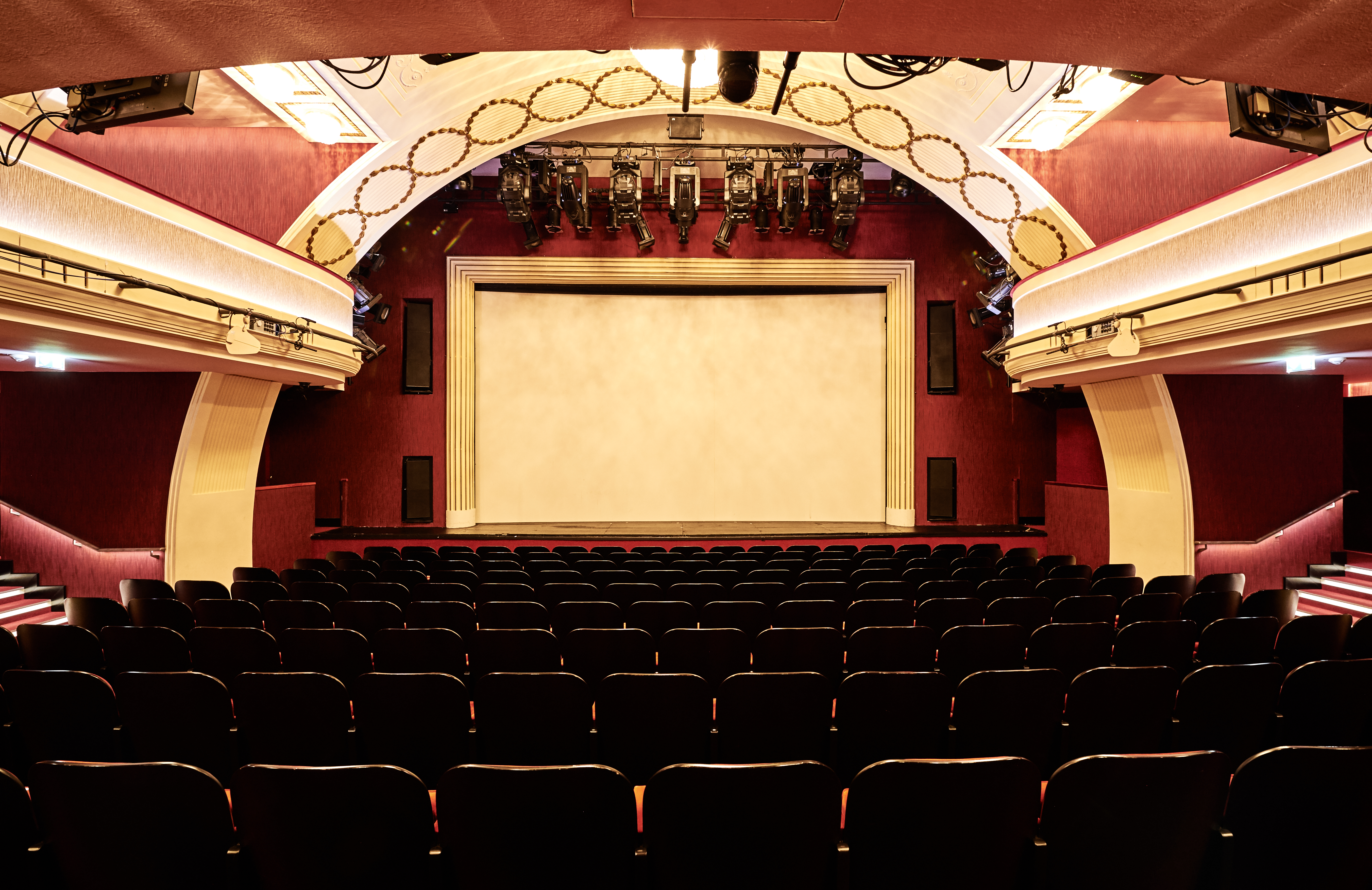
Kammerspiele der Josefstadt

Die  Kammerspiele der Josefstadt  sind ein Theater im 1. Wiener Gemeindebezirk Innere Stadt im Steyrerhof, einer Seitengasse der Rotenturmstraße. Die Kammerspiele werden heute als „Filialbühne“ des Theaters in der Josefstadt geführt und widmen sich dem gepflegten Boulevardstück mit dem Schwergewicht auf der klassischen Unterhaltungsliteratur. Ihre Anziehungskraft erhielten sie sich stets durch populäre, oft von Film und Fernsehen bekannte Schauspieler wie Senta Berger, Johannes Heesters, Georg Kreisler, Hans Moser, Fritz Muliar, Susi Nicoletti, Georg Thomalla, Helmut Qualtinger und Otto Schenk.

## Geschichte
Das Theater wurde 1910 nach Entwürfen des Architektenteams Franz von Krauß und Josef Tölk im Keller des von Arthur Baron entworfenen Orendihofs erbaut und führte zunächst den Namen Residenzbühne oder Residenztheater. 1916 übernahm der Regisseur Herbert Ihering die Direktion, von nun an unter dem heutigen Namen, dann war Alfred Bernau Direktor. 1919 kamen die Kammerspiele unter seiner Leitung zum Deutschen Volkstheater. Im Jahr 1925 kam es zu einer Interessengemeinschaft mit den Reinhardt-Bühnen in Wien und Berlin.
Nach neu abgeschlossenem Pachtvertrag sollten die Kammerspiele am 1. September 1931 durch Oskar Donath sowie Armin Berg als Komikertheater (eigentlich Theater der Komiker) eröffnet werden. Dazu kam es jedoch nicht: Im Laufe der weiteren Monate ging die Bühne künstlerisch an Rudolf Beer, der sie gemeinsam mit dem Raimundtheater führte und der zum Jahreswechsel 1931/32 (gemeinsam mit dem Hauseigentümer) die endgültige Schließung der Kammerspiele beschloss. Später erfolgte die organisatorische Angliederung an das Josefstädter Theater. Seit seinem Umbau im Jahr 1939 fasst das Theater 528 Zuschauer. 1973 erfolgte eine Umgestaltung durch den Architekten Otto Niedermoser.
2006 übernahm Herbert Föttinger als neuer Intendant des Theaters in der Josefstadt auch die Kammerspiele. Er machte bereits anlässlich des 100-jährigen Jubiläums der Bühne 2010 auf die dringende Notwendigkeit einer Generalsanierung aufmerksam, die 2013 in fünfmonatiger Bauzeit durchgeführt wurde. Der Umbau kostete rund 12 Millionen Euro, die zu 70 % durch Spendengelder und Sponsoren finanziert werden konnten. Wichtige Geldgeber waren Peter Pühringer und Karl Wlaschek.
Die Wiedereröffnung fand am 22. Oktober 2013 statt, als Eröffnungspremiere wurde am 24. Oktober das Musical Catch Me If You Can in einer europäischen Erstaufführung gezeigt. Seit Beginn seiner Intendanz wandte er sich vom Schwank und Boulevardtheater ab und setzte vermehrt auf Well-made plays (Kunst von Yasmina Reza, Eine Frau – Mary Page Marlowe  von Tracy Letts, Vater und Der Sohn von Florian Zeller) und Filmadaptionen (Elling, The Kings Speech, Ziemlich beste Freunde).
Ein großer Erfolg war das Stück Ladies Night, das auf dem Film Ganz oder gar nicht basiert und an sämtlichen 135 Vorstellungsabenden ausverkauft war. Seit 2006 fanden in den Kammerspielen aber auch zahlreiche musikalische Produktionen statt: Mich hätten sie sehen sollen, Im weissen Rössl, Cabaret, Singin' In The Rain, La Cage aux Folles, Blue Moon, Engel der Dämmerung. Auch die Adaptionen der Erfolgsromane des österreichischen Schriftstellers Daniel Glattauer Gut gegen Nordwind und Alle sieben Wellen wurden in den Kammerspielen uraufgeführt.
Seit 2018 werden auch literarische Werke in den Spielplan der Kammerspiele integriert, zum Beispiel Peter Turrinis Josef und Maria die Uraufführung von Peter Turrinis Gemeinsam ist Alzheimer schöner. 2021 Brechts Dreigroschenoper aufgeführt, es folgte Eugene Ionescos Der König stirbt, unter der Regie von Claus Peymann.